# Airblue
Airblue Limited (рус. Э́йрблю Ли́митид) — пакистанская коммерческая авиакомпания, владеющая более 20% рынка страны, что делает её вторым по величине перевозчиком Пакистана после «Pakistan International Airlines».

## Флот
Авиапарк компании состоит из восьми самолётов семейства Airbus A320. Еще 2 самолета заказаны.
:
A320 3 борта: AP-BNU, AP-EDG, AP-EDH; А321 5 бортов: AP-BMM, AP-BMN, AP-BMO, AP-BMP, AP-BMW.
Кроме того заказаны 2 самолёта A321NEO.
| Самолёт           | В наличии | Заказано | Примечания                               |
| ----------------- | --------- | -------- | ---------------------------------------- |
| Airbus A320-214   | 2         | 0        | AP-EDA, AP-EDD                           |
| Airbus A320-214SL | 2         | 0        | AP-EDG, AP-EDH                           |
| Airbus A321-231   | 1         | 0        | UR-WRH В лизинге у «Windrose Airlines»   |
| Airbus A321-211   | 1         | 0        | UR-WRO В лизинге у «Windrose Airlines»   |
| ATR 72-600        | 1         | 1        | OM-AQD В лизинге у «Quick Duck Airlines» |

## Маршрутная сеть
По состоянию на ноябрь 2014 года основу карты маршрутов авиакомпании составляют внутренние направления. Также «Airblue» выполняет регулярные рейсы в три города ОАЭ, два в Саудовскую Аравию и один в Оман.

## Происшествия и катастрофы
- 28 июля 2010 года самолёт Airbus A321-200 совершал внутренний рейс № ED202 по маршруту Карачи — Исламабад. Во время захода на посадку в аэропорту имени Беназир Бхутто, экипаж не принял во внимание просьбу авиадиспетчеров совершить второй круг захода на посадку. Пилоты не смогли вывести лайнер на правильный курс, начали заходить на посадку раньше положенного срока и самолёт врезался в горы. В результате катастрофы погибли все 146 пассажиров и 6 членов экипажа[4].